# Kannabhorn Bejaratana
Kannabhorn Bejaratana (em tailandês:   กรรณาภรณ์เพ็ชรรัตน์; rtgs: Kannaphonphetcharat, 12 de agosto de 1878 - 31 de maio de 1880), foi a princesa de Sião (mais tarde Tailândia). Ela era membro da família real siamesa e filha do rei Chulalongkorn. Recebeu o nome completo do pai como Kannabhorn Bejaratana Sohbhandasaniyalak Akaravorarajakumari (em tailandês:   กรรณาภรณ์เพ็ชรรัตน์ โสภางคทัศนิยลักษณ์ อรรควรราชกุมารี; RTGS: Kannaphonphetcharat Sophangthatsaniyalak Akkhaworaratchakumari)
Sua mãe era a rainha Sunanda Kumariratana, Rainha Consorte, meia-irmã e prima do Rei Chulalongkorn. Morreu com sua mãe e seu irmão ainda não nascido, afogada quando o barco real virou enquanto estava no caminho para o palácio real Bang Pa-In. Apesar da presença de muitos espectadores, eles foram proibidos sob pena de morte de tocar a rainha nem mesmo de salvar sua vida. O rei Chulalongkorn erigiu mais tarde um memorial para ela e seu filho não nascido no palácio Bang Pa-In.
A cremação real se deu juntamente com sua mãe em Sanam Luang, executado pelo rei Chulalongkorn.